# Las pistas de Blue
Las pistas de Blue (en inglés: Blue's Clues) es una serie de televisión infantil educativa interactiva estadounidense, creada por Angela C. Santomero, Todd Kessler y Traci Paige Johnson, que se estrenó en el bloque Nick Jr. de Nickelodeon el 8 de septiembre de 1996 y concluyó su emisión el 6 de agosto de 2006, con un total de seis temporadas y 143 episodios. El presentador original del programa fue Steve Burns, quien lo dejó en 2002 y fue reemplazado por Donovan Patton (como "Joe") durante el resto de la serie. Las pistas de Blue trata sobre una perrita azul, llamada Blue mientras deja un rastro de pistas/huellas para que el presentador y los espectadores descubran sus planes para el día.
Los productores y creadores combinaron conceptos del desarrollo infantil y la educación de la primera infancia con técnicas de producción y animación innovadoras que ayudaron a sus espectadores a aprender, utilizando investigaciones realizadas treinta años desde el debut de Sesame Street en los EE. UU. A diferencia de programas preescolares anteriores, Blue's Clues presentó material en un formato narrativo en lugar de un formato de revista, utilizó la repetición para reforzar su plan de estudios, estructuró cada episodio de la misma manera y revolucionó el género al invitar a la participación de sus espectadores.
La investigación fue parte del proceso creativo y de toma de decisiones en la producción del programa, y se integró en todos los aspectos y etapas del proceso creativo. Blue's Clues fue la primera serie de animación recortada para niños en edad preescolar en los Estados Unidos y se asemeja a un libro de cuentos en el uso de colores primarios y sus formas simples de cartulina de objetos familiares con colores y texturas variados. Su entorno hogareño es familiar para los niños estadounidenses, pero tiene un aspecto diferente a los programas de televisión infantiles anteriores.
Al debutar, Blue's Clues se convirtió en el programa de mayor audiencia para niños en edad preescolar en la televisión comercial estadounidense y fue fundamental para el crecimiento de Nickelodeon. Se ha distribuido en 120 países y se ha traducido a 15 idiomas. En otros países se han producido versiones regionales del programa con presentadores locales. En 2002, Blue's Clues había recibido varios premios por su excelencia en programación infantil, software educativo y licencias, y había sido nominado a nueve premios Emmy.
Una producción en vivo de Blue's Clues, que utilizó muchas de las innovaciones de producción desarrolladas por los creadores del programa, realizó una gira por los EE. UU. a partir de 1999. En 2002, más de dos millones de personas habían asistido a más de 1.000 representaciones. En 2004 se estrenó un spin-off llamado Blue's Room. Un reinicio de la serie titulada ¡Pistas de Blue y tú!, presentada por Josh Dela Cruz, se estrenó en Nickelodeon el 11 de noviembre de 2019. El uso extensivo de la investigación por parte del programa en su proceso de desarrollo y producción inspiró varios estudios de investigación que han proporcionado evidencia de su eficacia como herramienta de aprendizaje.

## Personajes

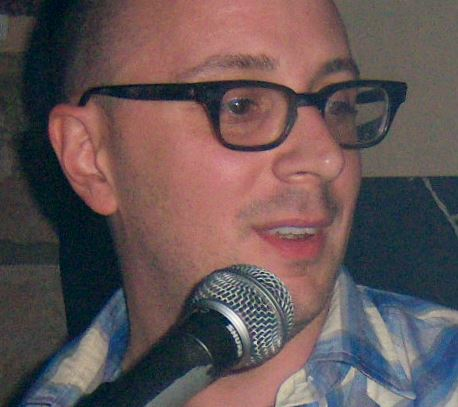
Steven Burns, presentador del programa en 2009.

- Blue: Es una perrita de color azul, juguetona, linda y que no sabe hablar hasta que hacen el spin off.
- Steve, Joe y Josh sus mejores amigos, son los mejores buscadores de pistas.

Steve trabaja en una agencia de detectives,
Joe trabaja en una tienda de regalos y Josh es quien actualmente vive y juega con Blue y sus amigos.
- Buzón: es un cuadro de conversación. Se entrega el correo a Steve, Joe y Josh.
- Señor Sal, Señora Pimienta y Paprika: son tres especias hablando.
- Tic Toc: es un reloj de color rosa.
- Jabón Resbaloso: es una barra de color púrpura de jabón.
- Balde y Pala: son un hermano y una hermana.
- Cajonsito: es el guardián de la libreta.
- Periwinkle: es el gatito azul con blanco.
- Magenta: es una perrita y la mejor amiga de Blue.

## Reinicio
El 6 de marzo de 2018, Nickelodeon anunció un reinicio de la serie, con un nuevo presentador y 20 nuevos episodios. En abril se realizó una convocatoria abierta para el nuevo presentador del programa y la producción comenzó en el verano de 2018. El 13 de septiembre de 2018, se anunció que el programa se titularía Blue's Clues & You!, y Josh Dela Cruz sería el presentador del reinicio. El programa se estrenó el 11 de noviembre de 2019.